# ZDFzoom

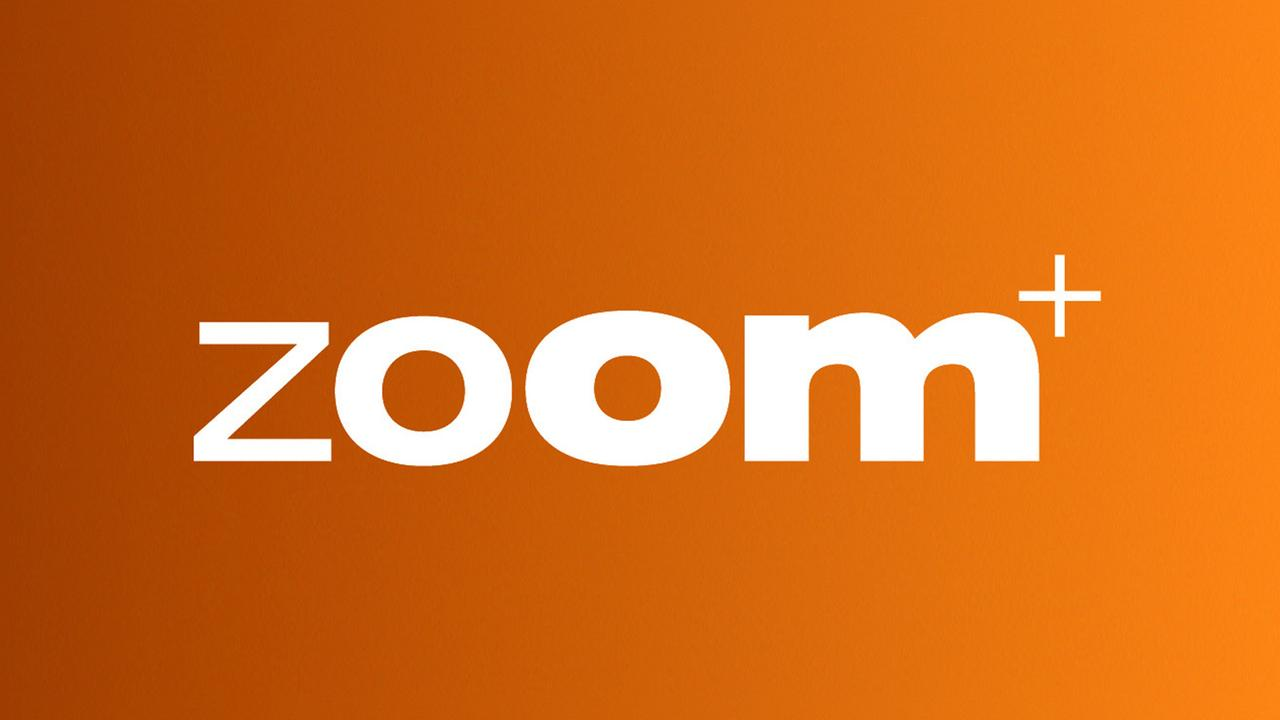
Logo von ZDFzoom

ZDFzoom war ein Dokumentations- und Reportageformat des Zweiten Deutschen Fernsehens, das ab 11. Mai 2011 meist wöchentlich, jeden Mittwoch um 22:45 Uhr nach dem auslandsjournal ausgestrahlt wurde. Am 19. April 2023 fand die erste reguläre Ausstrahlung seines Nachfolgers Die Spur am gleichen Sendeplatz statt.

## Geschichte
Die Sendereihe startete im Zuge einer umfassenden Programmreform 2011 des ZDF und ersetzte das Format ZDF.reporter. Die Premiere lief unter dem Titel „Geheimaktion Geronimo“. Weitere Sendungen waren unter anderem „Das Recht des Stärkeren“ mit Günter Wallraff sowie „Die Fukushima-Lüge“ von Johannes Hano. Nach Angaben des Branchendienstes kress wurden zunächst 44 Sendungen in Auftrag gegeben. Nach dem ersten Redaktionsleiter Christian Dezer handelt es sich um ein „hintergründiges Informationsmodul“ mit „investigativen Ansätzen“, mit einem „handelnden Autor“ als „Bindeglied zwischen Zuschauer und Thema“. Thematisiert würden nahezu „alle Themen – von politischen bis sozialen, von wirtschaftlichen bis umweltspezifischen“. Laut ZDF schwanken die Kosten je nach Länge der ca. 35 jährlichen Produktionen zwischen 90.000 Euro und 130.000 Euro pro Ausgabe.

## Rezeption
Dokumentarfilm.info nannte das „neue Doku-Reportage-Format“ ein „Prestigeprogramm des neuen Chefredakteurs Peter Frey“, der sich „einen Quotensprung bei Infothemen erhofft.“ Beim Sendestart wurde „ein solides Reportagestück zum Tod von Osama bin Laden“ geboten. Zudem habe man schnell reagiert und die eigentlich für den Start eingeplante Günter-Wallraff-Reportage Die Macht des Stärkeren  kurzfristig ausgesetzt. Investigativ war man jedoch nur zeitweise, zwar sei der Einsatz von „Reenactments“ der „Notwendigkeit geschuldet, fehlendes Originalmaterial zu ersetzen“. Das sei auch nicht verwerflich, „aber bei Reportagen, die nicht unter einem derartigen Zeitdruck stehen, sollte dieses Stilmittel eher reduziert werden.“ Die Grenze „zwischen Dokumentation, Doku-Fiktion und im schlimmsten Falle Doku-Soap“ sei dünn. Zwar sei die Premiere ein „guter Einstand für ZDFzoom“, aber ob sich „das Format auf Dauer wirklich von der auch hauseigenen Konkurrenz absetzen kann, muss sich erst noch zeigen.“
Spiegel Online erwähnte im März 2012 lobend die aufwendige Recherche der Dokumentation Mister Karstadt über Nicolas Berggruen von Lutz Ackermann und Christian Esser. Es sei „die große Leistung der Macher, mit beachtlicher Energie gerade diesen vermeintlich sozialen und ökologischen Investments nachgegangen zu sein, die bislang auch in kritischen Berichten über Berggruen nicht in Frage gestellt wurden.“ Die taz nannte dagegen das Format „pseudoinvestigativ“: Im Film würden zwar laut Offsprecher „kritische Fragen“ gestellt, „doch der Zuschauer hört kaum eine davon. Dieses Signalwort ist genauso wie die vielen ‚erneuten Nachfragen‘ Teil des pseudoinvestigativen Gestus eines Formats, das die Autoren zu Erfüllungsgehilfen degradiert, zu Journalistendarstellern.“

## Auszeichnungen
- Deutscher Wirtschaftsfilmpreis 2012 für „Mister Karstadt“
- Deutscher Wirtschaftsfilmpreis 2013 für „Die Schattenmacht“
- Ernst-Schneider-Preis 2014 für „Flucht in die Karibik“
- Georg von Holtzbrinck Preis für Wissenschaftsjournalismus für „Unheimliche Geschäfte – die Skandale der Deutschen Bank“

## Folgen

### 2011
| Folge | Datum              | Titel                                                                                |
| ----- | ------------------ | ------------------------------------------------------------------------------------ |
| 01    | 11. Mai 2011       | Geheimakte Geronimo: Das Rätsel um den Tod von Osama bin Laden                       |
| 02    | 18. Mai 2011       | Tatort Urlaubsparadies                                                               |
| 03    | 25. Mai 2011       | Der Fall Kachelmann und die gelenkte Wahrheit (von Hansjürg Zumstein)                |
| 04    | 1. Juni 2011       | Stresstest für die Atomkraft – Fukushima und die Folgen                              |
| 05    | 8. Juni 2011       | Toxic City – Deutscher Giftschrott für Ghana                                         |
| 06    | 15. Juni 2011      | Hilfe, ich bin nackt!                                                                |
| 07    | 22. Juni 2011      | Das Recht des Stärkeren                                                              |
| 08    | 29. Juni 2011      | Verkehrsinfarkt – Deutschland im Dauerstau                                           |
| 09    | 6. Juli 2011       | Keine Gnade für Häftling 179212?                                                     |
| 10    | 13. Juli 2011      | Blutige Geschäfte – Auf den Spuren des Organhandels in Kosovo                        |
| 11    | 20. Juli 2011      | Die Sprit-Abzocke – Wie Mineralölkonzerne Kasse machen                               |
| 12    | 3. August 2011     | Der eiskalte Mörder von Norwegen – Wer ist Anders Behring Breivik?                   |
| 13    | 10. August 2011    | Tödliche Gefahr – Fallenjagd in Deutschland                                          |
| 14    | 17. August 2011    | Der Preis der Liebe – Wer kümmert sich um meine Kinder?                              |
| 15    | 24. August 2011    | Keim außer Kontrolle – Wenn das Krankenhaus krank macht                              |
| 16    | 31. August 2011    | Arbeiten bis zum Umfallen – Volksleiden Burnout                                      |
| 17    | 14. September 2011 | Die heimlichen Strippenzieher – Wer regiert uns wirklich?                            |
| 18    | 24. September 2011 | Erschüttert, enttäuscht, entfremdet – Die katholische Kirche und die Vertrauenskrise |
| 19    | 28. September 2011 | Tatort Diskothek – Wenn die Party zum Alptraum wird                                  |
| 20    | 5. Oktober 2011    | Die tägliche Dröhnung – Höchstleistung aus dem Medizinschrank                        |
| 21    | 12. Oktober 2011   | Der schwarze Mann – Jagd nach dem Kindermörder von Dennis                            |
| 22    | 26. Oktober 2011   | Kampf ums Kind – Wenn Gutachten Familien zerstören                                   |
| 23    | 2. November 2011   | Die Tricks der Versicherer                                                           |
| 24    | 9. November 2011   | Gefährliche Gier – Die riskante Suche nach Erdgas in Deutschland                     |
| 25    | 23. November 2011  | Angst ums Geld – Wer hat Schuld am Eurochaos?                                        |
| 26    | 30. November 2011  | Teure Tropfen – Das Geschäft mit unserem Wasser                                      |
| 27    | 7. Dezember 2011   | Unsichtbare Gefahr? – Nanotechnologie im Alltag                                      |

### 2012
| Folge | Datum              | Titel                                                                 |
| ----- | ------------------ | --------------------------------------------------------------------- |
| 28    | 11. Januar 2012    | Das illegale Gaschäft mit Hundebabys                                  |
| 29    | 18. Januar 2012    | Zeitarbeit – Jobmotor oder Ausbeutung?                                |
| 30    | 25. Januar 2012    | Tödliche Keime aus der Massentierhaltung                              |
| 31    | 1. Februar 2012    | Ärztepfusch? Patienten klagen an                                      |
| 32    | 15. Februar 2012   | Gefährlicher Kick – Tödliche Droge auf dem Vormarsch                  |
| 33    | 22. Februar 2012   | Zarendämmerung – Risse im System Putin                                |
| 34    | 7. März 2012       | Die Fukushima-Lüge                                                    |
| 35    | 14. März 2012      | Mister Karstadt – Der rätselhafte Nicolas Berggruen                   |
| 36    | 28. März 2012      | Die Lohnsklavinnen – Billigmode aus Indien                            |
| 37    | 4. April 2012      | Das Gelbe vom Ei – Auf der Suche nach dem glücklichen Huhn            |
| 38    | 11. April 2012     | Ahoi und Alarm – Wie sicher sind Kreuzfahrtschiffe?                   |
| 39    | 18. April 2012     | Am Ende arm – Wenn im Alter das Geld nicht reicht                     |
| 40    | 25. April 2012     | Menschenhandel in Europa – Billignachschub für deutsche Puffs         |
| 41    | 2. Mai 2012        | Nicht zu uns! – Wohin mit gefährlichen Straftätern?                   |
| 42    | 9. Mai 2012        | Versenkt, verbaut, vergraben – Pleitegeier über Rhein und Ruhr        |
| 43    | 16. Mai 2012       | Der Piraten-Hype – Geht Politik auch anders?                          |
| 44    | 23. Mai 2012       | Mieten, kaufen, zahlen – Die Tricks der Immobilienmakler              |
| 45    | 30. Mai 2012       | Abgefüllt und aufgetischt – Wie gut ist unser Mineralwasser?          |
| 46    | 6. Juni 2012       | Hopfen und Malz verloren! – Wie gut ist Deutschlands Bier wirklich?   |
| 47    | 20. Juni 2012      | Unter Strom – Der Kampf um die Energiewende                           |
| 48    | 4. Juli 2012       | Kostenfalle Eigenheim – Wenn der Hausbau zum Albtraum wird            |
| 49    | 11. Juli 2012      | Weiße Kittel, schwarze Kassen – Selbstbedienung im Gesundheitssystem? |
| 50    | 18. Juli 2012      | Beraten und verkauft? – Milliardengeschäft Vermögensberatung          |
| 51    | 25. Juli 2012      | Gnadenlos billig – Onlineshops auf dem Vormarsch                      |
| 52    | 8. August 2012     | Giftiges Licht – Die dunkle Seite der Energiesparlampe                |
| 53    | 22. August 2012    | Dritte Halbzeit Randale – Fangewalt im Fußball                        |
| 54    | 5. September 2012  | Prügelknaben der Straße – Der brutale Alltag deutscher Fernfahrer     |
| 55    | 12. September 2012 | Die Anruf-Falle – Wie Call-Center abzocken                            |
| 56    | 26. September 2012 | Alles Bohne – Wie gut ist unser Kaffee?                               |
| 57    | 3. Oktober 2012    | Schokolade, Shampoo, Sonnencreme                                      |
| 58    | 10. Oktober 2012   | Gefesselt im Heim                                                     |
| 59    | 19. Oktober 2012   | Die Wegwerfer – Auf der Spur der Lebensmittel-Verschwender            |
| 60    | 2. November 2012   | Armes reiches Amerika – Auf der Park Avenue durch New York            |
| 61    | 21. November 2012  | Die Weinprobe – Kann ein guter Tropfen günstig sein?                  |
| 62    | 28. November 2012  | Nichts geht mehr – Wenn Spielautomaten süchtig machen                 |
| 63    | 5. Dezember 2012   | Blutige Schätze – Illegaler Antikenhandel in Deutschland              |
| 64    | 12. Dezember 2012  | In der Weihnachtsbäckerei – Die dunkle Seite unserer Plätzchen        |
| 65    | 19. Dezember 2012  | Kostenfalle Handy – Die Tricks der Mobilfunkriesen                    |

### 2013
| Folge | Datum              | Titel                                                                       |
| ----- | ------------------ | --------------------------------------------------------------------------- |
| 66    | 9. Januar 2013     | Die Patientenfabrik – Wie Kliniken Profit machen                            |
| 67    | 16. Januar 2013    | Verschoben, Verplant, Verbaut                                               |
| 68    | 23. Januar 2013    | Die Minijob-Masche                                                          |
| 69    | 30. Januar 2013    | Beraten und verkauft – Wie Banken ihre Kunden schröpfen                     |
| 70    | 20. Februar 2013   | Kranke Kassen – Wettbewerb auf dem Rücken der Patienten                     |
| 71    | 27. Februar 2013   | Eingeschweißt und abgepackt: Wie sicher ist unser Essen?                    |
| 72    | 6. März 2013       | Flucht in die Karibik – Die Steuertricks der Konzerne                       |
| 73    | 20. März 2013      | Die Schattenmacht – Das zweifelhafte System der Rating-Agenturen            |
| 74    | 27. März 2013      | Verführerische Fitmacher – Das Geschäft mit Functional Food                 |
| 75    | 10. April 2013     | Single-Dinner und Powerdating – Das Geschäft mit der Einsamkeit             |
| 76    | 17. April 2013     | Schlummernde Gefahr – Die explosive Altlast der Kriege                      |
| 77    | 8. Mai 2013        | Das stille Gift – Wenn Pestizide krank machen                               |
| 78    | 15. Mai 2013       | Kaum gekauft, schon kaputt: Der Ärger mit den Elektrogeräten                |
| 79    | 22. Mai 2013       | Tödliche Deals – Deutsche Waffen für die Welt                               |
| 80    | 29. Mai 2013       | Im Stich gelassen – Der Ärger mit der Berufsgenossenschaft                  |
| 81    | 12. Juni 2013      | Flutkatastrophe mit Ansage? – Das Versagen des Hochwasserschutzes           |
| 82    | 19. Juni 2013      | Grenzenlos kriminell? Bürger in Angst – Polizei unter Druck                 |
| 83    | 3. Juli 2013       | Vorsicht Krabbe! – Das große Geschäft mit dem kleinen Tier                  |
| 84    | 10. Juli 2013      | Angelegt und abgesoffen – Das dubiose Geschäft mit den Containerschiffen    |
| 85    | 17. Juli 2013      | Mogelpackung Almidylle? – Der Preiskampf um unsere Milch                    |
| 86    | 24. Juli 2013      | Hauptsache Fleisch! Kann man dem Braten noch trauen?                        |
| 87    | 31. Juli 2013      | Gewinn ist King – Die rüden Methoden der Burger-Kette                       |
| 88    | 7. August 2013     | Dämmwahn oder Klimarettung? Vom Sinn und Unsinn der energetischen Sanierung |
| 89    | 11. September 2013 | World Wide War – Der geheime Kampf die Daten                                |
| 90    | 18. September 2013 | Preistricks beim Strom – Wer für die Energiewende bezahlen muss             |
| 91    | 25. September 2013 | Piloten am Limit – Wenn die Müdigkeit mitfliegt                             |
| 92    | 2. Oktober 2013    | Die Falschberater – In den Fängen der Postbank                              |
| 93    | 9. Oktober 2013    | Miete gleich Rendite? – Die Geschäfte der Immobilienriesen                  |
| 94    | 16. Oktober 2013   | Mode zum Wegwerfen – Das Prinzip PRIMARK                                    |
| 95    | 30. Oktober 2013   | Die Zinsfalle – Wie Banken ihre Kunde abkassieren                           |
| 96    | 13. November 2013  | Das tägliche Gift – Risiko Pestizide                                        |
| 97    | 20. November 2013  | Böse Mine – Gutes Geld – Das schmutzige Geschäft mit der Kohle              |
| 98    | 4. Dezember 2013   | Auf dem falschen Gleis – Was läuft schief bei der Bahn?                     |
| 99    | 18. Dezember 2013  | Süß und gefährlich – Die bittere Seite des Zuckers                          |

### 2014
| Folge | Datum              | Titel                                                                      |
| ----- | ------------------ | -------------------------------------------------------------------------- |
| 100   | 8. Januar 2014     | Nachgezoomt – Was aus unseren Geschichten wurde                            |
| 101   | 15. Januar 2014    | Teure Tabletten – Pillen, Preise und die Pharmaindustrie                   |
| 102   | 22. Januar 2014    | Das Geschäft mit dem Mitleid – Die dunkle Seite der Freiwilligenarbeit     |
| 103   | 29. Januar 2014    | Ausgepresst und ausgequetscht – Das bittere Geschäft mit den Orangen       |
| 104   | 5. Februar 2014    | Kinderschutz am Pranger – Gerichtsmediziner klagen an                      |
| 105   | 12. Februar 2014   | Gurlitt und der Jahrhundertschatz – Von Opfern, Tätern und Millionen       |
| 106   | 26. Februar 2014   | Täuschen, tricksen, drohen – Die Fukushima-Lüge                            |
| 107   | 5. März 2014       | Hähnchenreste auf Reisen – Das Geschäft mit unserem Abfall                 |
| 108   | 26. März 2014      | Ungleiche Gegner – Wie Gemeinden um ihre Stromnetze kämpfen                |
| 109   | 2. April 2014      | Das Fußball-Imperium – Die Geschäfte der Fifa                              |
| 110   | 16. April 2014     | Tanken, rasten, zahlen – Wie Raststätten Kasse machen                      |
| 111   | 30. April 2014     | Vorsicht Handwerker! Wenn auf Baustellen gepfuscht wird                    |
| 112   | 7. Mai 2014        | Pillen für die Psyche – Werden unsere Kinder krank gemacht?                |
| 113   | 14. Mai 2014       | Schmutzige Schifffahrt – Billiger Transport auf Kosten der Gesundheit      |
| 114   | 21. Mai 2014       | Geheimsache Freihandel – Wem nützt das transatlantische Abkommen?          |
| 115   | 27. Mai 2014       | Verschwörung gegen die Freiheit (2): Big Brother im Weißen Haus            |
| 116   | 4. Juni 2014       | Gefahr aus dem Stall – Tödliche Keime – machtlose Politik?                 |
| 117   | 11. Juni 2014      | Unsere Amateure – echte Profis? – Wie es Fußball-Deutschland wirklich geht |
| 118   | 2. Juli 2014       | Patienten im Abseits – Wenn in der Klinik nur die Rendite zählt            |
| 119   | 16. Juli 2014      | Kaputt gespart – Droht uns der Verkehrsinfarkt?                            |
| 120   | 23. Juli 2014      | Kredit oder Konkurs                                                        |
| 121   | 30. Juli 2014      | Kollegen dritter Klasse – Der Trick mit dem Werkvertrag                    |
| 122   | 6. August 2014     | Risiko Implantate                                                          |
| 123   | 13. August 2014    | Vom Irrsinn der Bürokratie – Deutschland kontrolliert und wacht            |
| 124   | 20. August 2014    | Wo der Spaß aufhört – Die dunkle Seite von Legoland, Sea Life und Co       |
| 125   | 27. August 2014    | Gefährlicher Kick – Tödliche Droge auf dem Vormarsch                       |
| 126   | 10. September 2014 | Biosprit – Tödlicher Feind der Orang-Utans                                 |
| 127   | 24. September 2014 | Glaube, Liebe, Kapital – Die katholische Kirche und ihre Finanzen          |
| 128   | 1. Oktober 2014    | Deutschland im Flughafen-Wahn                                              |
| 129   | 8. Oktober 2014    | Fährt Auto-Deutschland vor die Wand?                                       |
| 130   | 15. Oktober 2014   | Das Geschäft mit der Armut                                                 |
| 131   | 29. Oktober 2014   | Die billige Masche von H&M                                                 |
| 132   | 5. November 2014   | Hunger!                                                                    |
| 133   | 12. November 2014  | Chaos statt Konzepte – Deutschland und die Flüchtlinge                     |
| 134   | 3. Dezember 2014   | Tickende Zeitbomben – Wie gefährlich sind Speicher unter Tage?             |
| 135   | 17. Dezember 2014  | Obdachlose Kinder in Deutschland                                           |

### 2015
| Folge | Datum              | Titel                                                                          |
| ----- | ------------------ | ------------------------------------------------------------------------------ |
| 136   | 14. Januar 2015    | Bereit zu sterben für Allah – Islamisten in Deutschland                        |
| 137   | 21. Januar 2015    | Auf Kosten der Alten – Was in Pflegeheimen schief läuft                        |
| 138   | 28. Januar 2015    | Haiti – Hilfe, Hoffnung, Wut                                                   |
| 139   | 4. Februar 2015    | Der Milliarden-Wahnsinn – Wie Fördergelder verschwendet werden                 |
| 140   | 11. Februar 2015   | Immer Ärger mit der Post                                                       |
| 141   | 18. Februar 2015   | Deutschland und der gekaufte Sex                                               |
| 142   | 25. Februar 2015   | Vorsicht Kreditfalle                                                           |
| 143   | 4. März 2015       | Versagt die Mietpreisbremse? – Warum Wohnen immer teurer wird                  |
| 144   | 18. März 2015      | Die Dortmund-Story                                                             |
| 145   | 1. April 2015      | Das ARAL-System – Tankstellenpächter unter Druck                               |
| 146   | 8. April 2015      | Millionen im Namen des Volkes – Wie Richter Bußgelder verteilen                |
| 147   | 15. April 2015     | Schulessen: mangelhaft!                                                        |
| 148   | 22. April 2015     | Die Mogelverpackung – Wie öko sind Tetra Pak und Co.?                          |
| 149   | 29. April 2015     | Ikea, Höffner & Co. – Woher kommen unsere Billigmöbel?                         |
| 150   | 12. Mai 2015       | Zoff ums Kiffen – Wie sinnvoll ist die Freigabe von Cannabis?                  |
| 151   | 13. Mai 2015       | Teile und leide – Die Raffzähne der Share Economy                              |
| 152   | 20. Mai 2015       | Das Leiden der Schmerzkranken                                                  |
| 153   | 27. Mai 2015       | Filme, Serien und Sex aus dem Netz – Wie Anwälte Zuschauer abkassieren         |
| 154   | 3. Juni 2015       | Täter oder Wohltäter? – Die Macht der Agrar-Riesen                             |
| 155   | 17. Juni 2015      | Die Macht von Amazon – Günstig, aber gnadenlos?                                |
| 156   | 24. Juni 2015      | Flucht unterm LKW – Europas Streit um die Asylpolitik                          |
| 157   | 1. Juli 2015       | Rasen erwünscht – Warum Deutschlands Autofirmen kein Tempolimit wollen         |
| 158   | 8. Juli 2015       | Die Macht von Aldi, Edeka & Co. – Kundenkampf um jeden Preis                   |
| 159   | 15. Juli 2015      | Ist Europa noch zu retten?                                                     |
| 160   | 22. Juli 2015      | Bittere Erdbeeren – Wie Erntehelfer leiden müssen                              |
| 161   | 29. Juli 2015      | Abkassiert beim Zahnarzt?                                                      |
| 162   | 12. August 2015    | Aus Liebe zum Tier – Wie weit dürfen Aktivisten gehen?                         |
| 163   | 19. August 2015    | Außen hui und innen … ? Die Geschäfte von TUI                                  |
| 164   | 26. August 2015    | Freie Kfz-Werkstätten auf dem Prüfstand – Wie gut sind A.T.U, pitstop & Co     |
| 165   | 2. September 2015  | Ein Staat – zwei Welten? – Einwanderer in Deutschland                          |
| 166   | 9. September 2015  | Sicherheitslücken am Frankfurter Flughafen – Schwere Mängel bei den Kontrollen |
| 167   | 23. September 2015 | Das System Rotes Kreuz                                                         |
| 168   | 30. September 2015 | Backstage! Konzertmacher im Rampenlicht                                        |
| 169   | 7. Oktober 2015    | Dreckiges Gold: Die glänzenden Geschäfte mit dem edlen Metall                  |
| 170   | 14. Oktober 2015   | Letzte Tage, gute Tage? – Palliativ-Versorgung in Deutschland                  |
| 171   | 28. Oktober 2015   | Das Hubschrauber-Fiasko bei der Bundeswehr                                     |
| 172   | 11. November 2015  | Der Fall Zschäpe: Was wusste der Verfassungsschutz?                            |
| 173   | 18. November 2015  | Spur nach Moskau – Warum musste Litwinenko sterben?                            |
| 174   | 9. Dezember 2015   | Schöne Bescherung – Spielzeug aus China                                        |
| 175   | 16. Dezember 2015  | Ein Jahr Almanya – zwischen Asyl und Ablehnung                                 |

### 2016
| Folge | Datum              | Titel                                                                       |
| ----- | ------------------ | --------------------------------------------------------------------------- |
| 176   | 13. Januar 2016    | Nachgezoomt 2016 – Was aus unseren Geschichten wurde                        |
| 177   | 20. Januar 2016    | Notruf 112 – Woran krankt der deutsche Rettungsdienst?                      |
| 178   | 27. Januar 2016    | Polizei in Not – Überlastet und kaputt gespart?                             |
| 179   | 3. Februar 2016    | Kalaschnikows für Terroristen – Waffenschmuggel in Europa                   |
| 180   | 10. Februar 2016   | Sparkassen in der Krise – Wenn Kunden das Vertrauen verlieren               |
| 181   | 24. Februar 2016   | FIFA – Das Foulspiel der Mächtigen                                          |
| 182   | 2. März 2016       | Integrations-Wirrwarr – Große Pläne, kleine Schritte                        |
| 183   | 23. März 2016      | Der Germanwings-Absturz – Die Katastrophe und viele Fragen                  |
| 184   | 30. März 2016      | Dschihad in Europa – Warum die Terrorgefahr wächst                          |
| 185   | 6. April 2016      | Überlebt Volkswagen?                                                        |
| 186   | 4. Mai 2016        | Sonne, Wind und Wut: Wird die Energiewende ausgebremst?                     |
| 187   | 11. Mai 2016       | Das Geschäft mit den Flüchtlingen – In der Not klingeln die Kassen          |
| 188   | 18. Mai 2016       | Gewinn statt Gewissen? – Teure Mode – billig produziert                     |
| 189   | 25. Mai 2016       | Die Pflegefalle                                                             |
| 190   | 1. Juni 2016       | Gemeinschaft war gestern – Europa ohne Zukunft                              |
| 191   | 8. Juni 2016       | Die Flüchtlingskanzlerin – Was treibt Angela Merkel an?                     |
| 192   | 29. Juni 2016      | Das Geschäft mit der Krankheit – Wie wir zu Patienten gemacht werden        |
| 193   | 4. Juli 2016       | Generation Dschihad – Deutsche Jugendliche und der Terror                   |
| 194   | 11. Juli 2016      | Im Fadenkreuz der Krankenkassen – Patienten zwischen Kostendruck und Profit |
| 195   | 13. Juli 2016      | Fass mich an … – Warum Berührung so wichtig ist                             |
| 196   | 20. Juli 2016      | Können Sterne lügen? – Hotelbewertungen in Deutschland                      |
| 197   | 27. Juli 2016      | Werkstatt oder Hörsaal? – Warum es immer weniger Azubis gibt                |
| 198   | 10. August 2016    | Auf dem Abstellgleis – Die Bahn in der Krise                                |
| 199   | 24. August 2016    | Die Neue Rechte – National, patriotisch, gefährlich?                        |
| 200   | 31. August 2016    | Die Lebensversicherungsfalle – Reiche Konzerne – enttäuschte Kunden         |
| 201   | 21. September 2016 | Irrsinn auf dem Wohnungsmarkt – Von Leerstand bis Luxusmieten               |
| 202   | 5. Oktober 2016    | Miese Masche Kaffeefahrt                                                    |
| 203   | 12. Oktober 2016   | Es stinkt! – Dicke Luft in Deutschland                                      |
| 204   | 26. Oktober 2016   | Die Moschee nebenan – Vorurteile und Realität                               |
| 205   | 2. November 2016   | USA – Die gekaufte Demokratie?                                              |
| 206   | 9. November 2016   | Alles nur Lüge? – Wie im Netz getäuscht wird                                |
| 207   | 16. November 2016  | Das Rentendebakel                                                           |
| 208   | 14. Dezember 2016  | Lust auf Lachs – Der globale Wahnsinn                                       |

### 2017
| Folge | Datum              | Titel                                                                        |
| ----- | ------------------ | ---------------------------------------------------------------------------- |
| 209   | 11. Januar 2017    | Nachgezoomt 2017 – Was aus unseren Geschichten wurde                         |
| 210   | 18. Januar 2017    | Die Lüge vom sauberen LKW – Abgas-Betrüger und ihre Dreckschleudern          |
| 211   | 25. Januar 2017    | Der Irrsinn mit der Milch – global, billig, ruinös                           |
| 212   | 1. Februar 2017    | Deutsche Post am Limit – Preiskampf und gestresste Mitarbeiter               |
| 213   | 8. Februar 2017    | Putins Kalter Krieg – Ein russischer Spion packt aus                         |
| 214   | 22. Februar 2017   | Volksdroge Alkohol – der legale Rausch                                       |
| 215   | 1. März 2017       | Die AfD – Innenansichten einer Protestpartei                                 |
| 216   | 22. März 2017      | Ausgebeutet – Arbeit nur auf Abruf                                           |
| 217   | 29. März 2017      | Der Daten-Dschungel – Fantastische Freiheit oder smarte Sklaverei?           |
| 218   | 5. April 2017      | In den Fängen der Abzocker – Wie Anleger um Milliarden gebracht werden       |
| 219   | 12. April 2017     | Bürokratie statt Integration – Flüchtlinge in Deutschland                    |
| 220   | 3. Mai 2017        | Tatort Deutschland – Leichtes Spiel für Einbrecher                           |
| 221   | 17. Mai 2017       | Inside Deutsche Bank – Gigant ohne Zukunft                                   |
| 222   | 24. Mai 2017       | Gefährliche Verbindungen – Trump und seine Geschäftspartner                  |
| 223   | 31. Mai 2017       | Die Handy-Abo-Falle – Wie Kunden reingelegt werden                           |
| 224   | 7. Juni 2017       | Geheimakte VW – Wie die Regierung den Konzern schützt                        |
| 225   | 14. Juni 2017      | Der schiefe Plan von PISA – Schüler im Teststress                            |
| 226   | 28. Juni 2017      | Laut, schmutzig, gefährlich – Warum immer mehr Lkw unsere Straßen verstopfen |
| 227   | 5. Juli 2017       | Lufthansa in Turbulenzen – Was wird aus Service und Sicherheit?              |
| 228   | 12. Juli 2017      | Der Amoklauf von München – Das Leben danach                                  |
| 229   | 19. Juli 2017      | Autonom, radikal, militant? – Inside linke Szene                             |
| 230   | 26. Juli 2017      | Dicke Luft im Flieger – Kranke Crews und ahnungslose Passagiere              |
| 231   | 9. August 2017     | Teuer, unsinnig, patientenfeindlich? Wie die Kassen unser Geld verschwenden  |
| 232   | 16. August 2017    | Und raus bist Du! – Gewerkschafter unter Druck                               |
| 233   | 23. August 2017    | Unter falschem Namen – Passbetrug in Deutschland                             |
| 234   | 30. August 2017    | Hungriger Drache – Chinas Gier nach deutschen Firmen                         |
| 235   | 13. September 2017 | Grundeinkommen für alle – Fair oder ungerecht?                               |
| 236   | 20. September 2017 | Hass und Hetze – Wenn Politiker zur Zielscheibe werden                       |
| 237   | 4. Oktober 2017    | Bahn ohne Plan – Güterzüge auf dem Abstellgleis                              |
| 238   | 11. Oktober 2017   | Kfz-Markenwerkstätten auf dem Prüfstand                                      |
| 239   | 25. Oktober 2017   | Datenklau und Cyberwar – Wie groß ist die Gefahr aus dem Netz?               |
| 240   | 8. November 2017   | Lebensgefahr trotz Prüfplakette? – Warum TÜV und Co. versagen                |
| 241   | 15. November 2017  | Europa an der Grenze – Das Chaos in der Flüchtlingspolitik                   |
| 242   | 13. Dezember 2017  | Das Drehbuch des Terrors – Wie gefährlich sind Europas Islamisten?           |

### 2018
| Folge | Datum              | Titel                                                                                    |
| ----- | ------------------ | ---------------------------------------------------------------------------------------- |
| 243   | 10. Januar 2018    | Nachgezoomt 2018 – Was aus unseren Geschichten wurde                                     |
| 244   | 17. Januar 2018    | Heirat ohne Liebe – Zwangsehen in Deutschland                                            |
| 245   | 24. Januar 2018    | Der wahre Preis für den perfekten Apfel                                                  |
| 246   | 31. Januar 2018    | Piraten in Nadelstreifen – Wie Reeder, Banker und Politiker den Steuerzahler ausnehmen   |
| 247   | 7. Februar 2018    | Das System Olympia – Gier, Geld und Macht?                                               |
| 248   | 21. Februar 2018   | Geldmaschine YouTube                                                                     |
| 249   | 28. Februar 2018   | Der Wahnsinn mit dem Weizen – Die Folgen unserer Agrarpolitik                            |
| 250   | 7. März 2018       | Heimlich über die Grenze – Kampf gegen Schleuser                                         |
|       | 28. März 2018      | Alles für die Tonne – Film von Kersten Schüßler                                          |
|       | 25. April 2018     | Talk: Macht Geld den Fußball kaputt?                                                     |
|       | 2. Mai 2018        | "Hör' auf! Fass' mich nicht an!"                                                         |
|       | 9. Mai 2018        | Nur der Verzicht auf Fleisch hilft den Tieren                                            |
| 264   | 4. Juli 2018       | Zeitungen in Not – Was ist Journalismus noch wert?                                       |
|       | 12. September 2018 | Geheimakte Finanzkrise – Droht der nächste Jahrhundert-Crash? – Film von Dirk Laabs      |
|       | 10. Oktober 2018   | Regional einkaufen – gute Idee oder Mogelpackung? – Film von Katarina Schickling         |
|       | 31. Oktober 2018   | Bei Anruf Abzocke – Betrug aus dem Callcenter – Film von Andreas Baum und Fabian Schmidt |
|       | 21. November 2018  | Teuer und verplant – Kostenfalle staatliche Bauprojekte – Film von Joachim Ottmer        |